# Yoshiyasua yasudai
Yoshiyasua yasudai là một loài bướm đêm trong họ Crambidae.